# راه رو طی کن
راه رو طی کن (انگلیسی: Phresh Out the Runway؛ همچین با عنوان "Fresh Off the Runway" نیز شناخته می‌شود) یک ترانه از خواننده اهل باربادوس ریانا از هفتمین آلبوم استودیویی او ناعذرخواهانه (۲۰۱۲) است. این ترانه به‌صورت مشترک توسط ریانا و تهیه‌کنندگان دیوید گتا، جورجیو توین‌فورت و د-دریم نوشته شده‌است.